# Joeropsis hawaiiensis
Joeropsis hawaiiensis är en kräftdjursart som beskrevs av Miller 1941. Joeropsis hawaiiensis ingår i släktet Joeropsis och familjen Joeropsididae. Inga underarter finns listade i Catalogue of Life.